# استن پالک
استن پالک (انگلیسی: Stan Palk; ۲۸ اکتبر ۱۹۲۱ – ۱۲ اکتبر ۲۰۰۹) بازیکن فوتبال اهل بریتانیا بود.
از باشگاه‌هایی که در آن بازی کرده‌است می‌توان به باشگاه فوتبال ووستر سیتی، باشگاه فوتبال پورت ویل، باشگاه فوتبال لیورپول، و باشگاه فوتبال نورتویچ ویکتوریا اشاره کرد.